# Arrosion (Medizin)
Als Arrosion (lat. für „Annagen“, „Anfressen“) bezeichnet man in der Medizin die Zerstörung von Geweben oder Organen durch benachbarte Entzündungen, maligne Tumoren, Aneurysmen oder Geschwüre. Der Begriff wird insbesondere für die Zerstörung von Blutgefäßen und Knochen verwendet.
Durch die Arrosion von Blutgefäßen kann es zu Arrosionsblutungen kommen. Aus diesem Grund kann eine gastrointestinale Blutung im Magen auch durch ein Magengeschwür ausgelöst werden.
Auch lokale, einseitige Ausbuchtungen von Arterien (Arrosionsaneurysma) können infolge einer Arrosion auftreten.